# Římskokatolická farnost Uhřínov
Římskokatolická farnost Uhřínov je územním společenstvím římských katolíků v rámci velkomeziříčského děkanství brněnské diecéze.

## O farnosti
V Uhřínově byl 28. listopadu 1909 vysvěcen nový farní kostel Povýšení sv. Kříže. Světitelem byl brněnský biskup Pavel Huyn. V průběhu 2. světové války byla vybudována kaple, zasvěcená moravským patronům Cyrilu a Metodějovi. Její svěcení vykonal v roce 1946 biskup Karel Skoupý.
V letech 1936–1950 byl v Uhřínově farářem P. Jan Dokulil, který se angažoval v protinacistickém odboji (pomáhal příbuzným Jana Kubiše, skrýval rodinu Ludvíka Svobody a podílel se na skrývání Židů před transporty). Vedle toho byl velmi vzdělaný, a na uhřínovské faře se za jeho působení setkávali např. Jakub Deml, Bedřich Fučík nebo Jaroslav Durych. V roce 1950 z fary uprchl, když se jej pokoušela zatknout StB a 7 let se skrýval. Následně byl až do roku 1965 vězněn.

## Duchovní správci
Vlastního duchovního správce měla farnost Uhřínov až do roku 1995. V letech 1995–1997 byla spravována ex currendo z Trnavy, následně v letech 1997–2007 z Velkého Meziříčí. Od roku 2007 do roku 2013 byla administrována z Rudy. Od 1. srpna 2013 je farnost administrována z Měřína, administrátorem excurrendo je Mgr. Josef Havelka.
| Kostel             | Místo   | Bohoslužba   | Bohoslužba                      | Poznámka     |
| ------------------ | ------- | ------------ | ------------------------------- | ------------ |
| Povýšení sv. Kříže | Uhřínov | neděle pátek | 10.30 17.00 (zima)/18.00 (léto) | farní kostel |